# Carsina mandarina
Carsina mandarina är en fjärilsart som beskrevs av John Henry Leech 1900. Carsina mandarina ingår i släktet Carsina och familjen nattflyn. Inga underarter finns listade i Catalogue of Life.